# Josef Koncz
Josef Koncz (* 30. Oktober 1916 in Veľká; † 7. September 1988 in Göttingen) war ein deutscher Herzchirurg und Hochschullehrer.

## Leben
Koncz besuchte die deutsche Volksschule in Veľká und danach das deutschsprachige Gymnasium in Kesmark, wo er 1934 die Matura ablegte. Ab 1934 studierte er Humanmedizin an der Karls-Universität in Prag, im Februar 1941 bestand er sein Staatsexamen. Nach der Promotion im selben Jahr war er bis Ende September 1941 in Georgenberg als Sekundärarzt tätig. Er wurde in die slowakische Armee eingezogen und wurde dort als Sanitätsoffizier eingesetzt. Er nahm am Russlandfeldzug teil. Im weiteren Verlauf des Zweiten Weltkrieges arbeitete er in Rosenberg, in Budapest und Baden als Assistenzarzt und Chirurg. Von 8. Mai 1945 bis 12. Oktober 1945 war er in US-amerikanischer, dann in französischer Gefangenschaft und war in dieser Zeit als Arzt in einem Lazarett in Andernach tätig.
Anschließend arbeitete Koncz als Volontärarzt im Krankenhaus in Wuppertal-Barmen sowie am Mitte November 1946 an der chirurgischen Universitätsklinik in Göttingen. Er hatte an der Uniklinik eine Stelle als wissenschaftlicher Assistent inne und schloss im Januar 1953 seine Habilitation ab. Hernach arbeitete er als Oberarzt, im August 1959 wurde Koncz zum außerplanmäßigen Professor ernannt und leitete fortan die neugegründete Abteilung für Thorax- und Herz-Gefäßchirurgie an der Göttinger Universitätsklinik. Im November 1967 folgte die Ernennung zum ordentlichen Professor. 1971 gehörte er zu den Gründern der Deutschen Gesellschaft für Thorax-, Herz- und Gefäßchirurgie, später war er deren Ehrenmitglied.
1982 ging er in den Ruhestand. 1988 wurde ihm mit der Albrecht von Haller-Medaille die höchste Auszeichnung der medizinischen Fakultät der Georg-August-Universität Göttingen zuteil.
Koncz gehörte zu seiner Zeit zu den „führenden Herzchirurgen in der Bundesrepublik Deutschland“ und war „maßgeblich am Aufbau und der Etablierung des Herzzentrums in Göttingen, unter Einführung der Herz-Lungen-Maschine, beteiligt“. Zu seinen Schülern gehörten Rainer de Vivie und Dieter Regensburger. Zwischen 1958 und 1981 betreute Koncz runde 130 Doktorarbeiten sowie zehn Habilitationen.
Er starb am 7. September 1988 an einem Herzinfarkt.